# Кузнец, Альберт
Альберт Эдуард Кузнец (эст. Albert Eduard Kusnets, 12 августа 1902, Ревель, Российская империя — 1942, Верхняя Тойма, СССР) — эстонский борец греко-римского стиля. Бронзовый призёр Летних Олимпийских игр 1928 в Амстердаме.